# Ursidae
Os Ursos (latim científico: Ursidae) constituem uma família de mamíferos carnívoros de grande porte, contendo os ursos e os pandas. Eles são classificados como caníformes ou carnivoros caninos. Os ursos são encontrados nos continentes da América do Norte, América do Sul, Europa e Ásia. As características comuns dos ursos modernos incluem corpos grandes com pernas atarracadas, focinhos longos, orelhas pequenas e arredondadas, cabelos desgrenhados, patas plantígradas com cinco garras não retráteis e caudas curtas.
Enquanto o urso polar é principalmente carnívoro (tanto predador quanto carniceiro), e o panda gigante se alimenta quase inteiramente de bambu , as seis espécies restantes são onívoras com dietas variadas, incluindo aves, reptéis, anfíbios, mariposas, larvas, frutas, frutas silvestres, legumes, mel, peixes, carniça, invertebrados, pequenos roedores, focas e grandes animais como cavalos, vacas, porcos, bodes, antílopes e cervos como os alces e renas, além de restos de alimentos que são encontrados em piqueniques ou em lixos, como fazem os gatos, guaxinins, cães de rua e cães ferais.
Os ursos são animais tipicamente solitários e, exceto quando estão a procura de um parceiro para acasalar ou mães acompanhando seus filhotes, passam a vida toda sozinhos. Eles podem ter comportamentos diurnos ou noturnos e têm um excelente olfato. Apesar de sua constituição pesada e marcha desajeitada, eles são corredores, alpinistas e nadadores hábeis. Os ursos usam abrigos como cavernas e troncos, ou constroem suas tocas; a maioria das espécies ocupam suas tocas durante o inverno por um longo período de hibernação, até 100 dias. A maioria dos ursos costumam preparar-se para hibernar durante o verão, comendo grandes quantidades de comida antes de entrar em uma toca para o período de sono profundo durante todo o inverno.
Os ursos são caçados desde os tempos pré-históricos tanto por sua carne e pelo; quanto para serem usados para iscas de urso ou outras formas de entretenimento, como serem obrigados a dançar. Com sua poderosa presença física, eles desempenham um papel proeminente nas artes , na mitologia e em outros aspectos culturais de várias sociedades humanas. Nos tempos modernos, os ursos estão sob pressão devido à invasão de seus habitats e ao comércio ilegal de partes de ursos, incluindo o mercado asiático de ursos biliares. Com exceção do urso-pardo, que não corre risco de extinção, e do urso-polar que é classificado como pouco preocupante, a IUCN listou seis espécies de ursos como vulneráveis ou ameaçadas de extinção devido a caça ilegal. A caça furtiva e o comércio internacional dessas populações mais ameaçadas são proibidos, porém ainda ocorrem de forma ilegal.

## Classificação
Embora classificado como urso, e logo após, como procionídeo, junto com o panda-vermelho (atualmente classificado em sua própria família, Ailuridae), o panda-gigante foi recolocado dentro da família dos ursídeos devido às novas pesquisas genéticas.
As espécies mais antigas e primitivas desta família estão reunidas no gênero Ballusia, do Mioceno Inferior, que ainda retêm características similares aos  Hemicyonidae. Do Ballusia descende o gênero Ursavus, fonte dos ursíneos, e talvez o Agriarctos, ancestral dos agrioteríneos.

## Taxonomia
Família Ursidae G. Fischer von Waldheim, 1817
- -     - Gênero †Ballusia Ginsburg & Morales, 1998 (=Ursavus)
      - †Ballusia elmensis (Stehlin, 1917) - Mioceno Inferior (MN 3), Beaulieu, França; Wintershof-West
      - †Ballusia hareni (Ginsburg, 1989)
- Subfamília Agriotheriinae
  -     - Gênero †Agriarctos Kretzoi, 1942 - Mioceno Médio
      - † Agriarctos gaali

    - Gênero †Agriotherium Wagner, 1837
      - †Agriotherium insigne (Gervais, 1859) - Plioceno Inferior, Alcoy, Espanha; Montpellier, França
      - † Agriotherium palaeindicum (Lydekker, 1884)
      - †Agriotherium sivalensis Falconer & Cautley, 1836
      - †Agriotherium africanum Hendey, 1972
      - †Agriotherium roblesi Morales & Aguirre, 1976 - Mioceno Superior (MN 13), Venta del Moro, Espanha
      - †Agriotherium intermedium Stach,1957 - Plioceno Inferior, Weze e Xiaoxian, China
      - †Agriotherium inexpetans Qiu et al., 1991 - MIoceno Superior, Jiegou, Gansu, China
      - †Agriotherium schneideri Sellards, 1916 - América do Norte
      - †Agriotherium gregoryi - Hemphiliano, EUA

    - Gênero †Indarctos Pilgrim, 1913
      - †Indarctos salmontanus Pilgrim, 1913 (provavelmente inclui I. atticus)
      - †Indarctos arctoides Deperet, 1895 - Valesiano, Europa Central e Ocidental
        - † I. a. vireti Villalta e Crusafont, 1943
        - †I. a. arctoides Deperet, 1895 - Montredon

      - †Indarctos atticus Weithofer, 1888 - Turoliano, Europa e Ásia
        - †I. a. atticus Weithofer, 1888
        - †I. a. lagrelii Zdansky, 1924 (=sinensis ?)
        - †I. a. punjabiensis (=Hyaenarctos punjabiensis)
        - †I. a. anthracitis Weithofer, 1888 - Mioceno Superior, Turoliano, Monte Bamboli, Itália
        - †I. a. bakalovi Kovachev, 1988

      - †Indarctos oregonensis Merriam, 1925 - América do Norte

    - Gênero †Ailurarctos
      - †Ailurarctos lufengensis - Mioceno Superior
      - †Ailurarctos yuanmouensis - Mioceno Superior

    - Gênero Ailuropoda Milne-Edwards, 1870
      - †Ailuropoda microta Pei, 1962
        - †A. m. microta Peu, 1962 - Plioceno Superior
        - †A. m. wulingshanensis (Wang et al., 1982) - Plistoceno Inferior
        - †A. m. baconi (Woodward, 1915) - Plistoceno

      - Ailuropoda melanoleuca (David, 1869) - Panda-gigante
- Subfamília Ursinae
  - Tribo Ursini
    - Gênero †Ursavus Schlosser, 1899
      - †Ursavus ehrenbergi Stehlin - Mioceno Superior, Turoliano
      - †Ursavus intermedius
      - †Ursavus pawniensis Frick, 1926 - Barstoviano, EUA
      - †Ursavus primaevus (Gaillard, 1899) - Mioceno, MN7 a MN8, La Grive, França
      - †Ursavus brevirhinus (Hofmann, 1887) - Mioceno Superior, MN 9, Can Llobateres, Espanha
      - †Ursavus depereti (=Agriarctos depereti?)
      - †Ursavus sylvestris Qui & Qi, 1990 - Mioceno Superior, Lufeng, China
      - †Ursavus isorei Ginsburg & Morales, 1998 - MN3a

    - Gênero Helarctos
      - Helarctos malayanus - Urso-malaio

    - Gênero Melursus
      - Melursus ursinus - Urso-beiçudo

    - Gênero Ursus
      - Ursus minimus † - Plioceno ao Vilafranquiano Inferior.
        - Ursus minimus minimus
        - Ursus minimus boeckhi

      - Ursus etruscus G. [Baron] Cuvier, 1823 †
        - Ursus etruscus ruscinensis - MN 15, Perpignan (Serrat d'en Vacquer), França
        - Ursus etruscus etruscus
        - Ursus etruscus arvernensis

      - Ursus deningeri von Reichenau, 1904 †
        - Ursus deningeri hundsheimensis Zapfer, 1948
        - Ursus deningeri savini Andrews, 1922
        - Ursus deningeri deningeri von Reichenau, 1904
        - Ursus deningeri suevicus Koby, 1951

      - Ursus spelaeus Rosenmüller & Heinroth, 1794 † - Urso-das-cavernas
        - Ursus spelaeus spelaeus Rosenmüller, 1794
        - Ursus spelaeus deningeroides Mottl, 1964
        - Ursus spelaeus hercynicus Rode, 1934
        - Ursus spelaeus rossicus Borissiak, 1931

      - Ursus ingressus
      - Ursus americanus Pallas, 1780 - Urso-negro-americano
        - Ursus americanus kermodei Hornaday, 1905 - Urso de Kermode

      - Ursus arctos Linnaeus, 1758 - Urso-pardo
        - Ursus arctos arctos - Urso-europeu
        - Ursus arctos syriacus - Urso-siríaco
        - Ursus arctos lasiotus - Urso-de-ussuri
        - Ursus arctos isabellinus
        - Ursus artcos horribilis- Urso-cinzento
        - Ursus arctos middendorffi - Urso-de-kodiak
        - Ursus arctos crowtherii - Urso-do-atlas
        - Ursus artcos dolinensis † - Plistoceno Inferior
        - Ursus arctos rodei † - Plistoceno Inferior

      - Ursus maritimus Phipps, 1774 - Urso-polar
      - Ursus thibetanus G. [Baron] Cuvier, 1823 - Urso-negro-asiático

  - Subfamília Tremarctinae
    - Gênero †Plionarctos Frick, 1926
      - †Plionarctos edensis Frick, 1926
      - †Plionarctos harroldorum Tedford & Martin, 2001 - Blancano, White Bluffs, EUA

    - Gênero Tremarctos Gervais, 1855
      - †Tremarctos floridanus (Gidley, 1928) - Urso-de-óculos-da-flórida
      - Tremarctos ornatus (Cuvier, 1825) - Urso-de-óculos

    - Gênero †Arctodus (=Arctoidotherium, Dinarctotherium, Proarctotherium,  Pseudarctotherium, Tremarctotherium) †
      - †Arctodus pristinus Leidy, 1854
      - †Arctodus simus (Cope, 1879) (=Arctotherium simum) - Urso-de-cara-achatada
      - †Arctodus angustidens (Kraglievich, 1926)

    - Gênero †Arctotherium
      - †Arctotherium angustidens
      - †Arctotherium bonariense
      - †Arctotherium tarijense
      - †Arctotherium vetustum
      - †Arctotherium wingei (Lund, 1838) (=Arctotherium brasiliensis)

## Heráldica
O urso é uma carga comum em heráldica. Numerosas cidades por todo o mundo adaptaram o urso no seu brasão de armas. A destacar a capital da Suíça, Berna, cujo nome deriva do alemão para urso Bär. O nome da capital alemã Berlim-Bärlein (que significa urso pequeno-também deriva da palavra urso na língua alemã